# 越南陈朝职官表
越南陈朝的官制系统，上承李朝，有所损益。在这一时期，越南的官制系统开始脱离中国唐宋官制的影响，逐步越南化。

## 中央机关
- 陈朝太尉为最高官职，为百官之长，和李朝相同，但是多由宗室担任。在陈太宗时期，宗室陈柳、陈日皎都曾担任这一职务；陈圣宗时期，宗室陈光启也担任过太尉职务。后期的庄定大王陈𩖃也担任过此职。朝廷重臣被称为“太师”，如陈朝早期的陈守度。相对于时任太尉的陈柳、陈日皎来说，陈守度才是真正的宰相。另外，还有上相太师、权相国事等宰相称谓，都由宗室出任。
- 陈朝的太尉“总大纲”，主要事务由被称为“行遣”的次相（执政）处理。行遣一般不由宗室担任，而由“中官”担任。南宋宝祐二年（1254）间，太宗命令范应梦自宫为侍臣，后范应梦累迁至行遣[1]。陈英宗兴隆十一年（1303），陈克终为“内行遣”，从此打破了中官担任行遣的传统，士大夫开始担任行遣官职。
- 陈艺宗说，越南的官制和宋朝不同，但是越南确实保留了三省制度这一中国官制。陈朝有中书省、尚书省和门下省作为朝廷中枢。陈圣宗绍隆十年（1267），任命杜国佐为中书省中书令。这也是越南文学之人首次执掌朝廷要职。陈朝设有尚书省，下设左司、右司，分理庶政。陈明宗开泰三年，任命范遇为参知政事、同知尚书左司事[2]。陈朝设有门下省，作为君主的辅弼机关，长官为同知门下平章事。陈裕宗时期，杜子平担任同知门下平章事[3]。不过，陈朝的尚书、门下省的地位和中国相差甚远，主要因为陈朝宗室担任太尉，即宰相，次相行遣也是中官出任。尚书、门下的长官都是士大夫出任，地位无法与之相比。
- 陈朝继承丁朝、李朝的制度，设立都卫府（丁、李时期的都护府）掌管刑法，太宗时期，曾命员外郎张疋“断都卫府刑狱”。南宋淳祐十年（1250），因为地震的原因，太宗下诏改都卫府为奉宣、清肃、宪正三司院，命大臣黎辅陈为三司院知事。
- 陈朝设立国子院，作为最高学府，相当于中国的国子监。陈明宗时期，国子院更名国子监，设立司业、祭酒等官职。
- 陈朝的监察机构为御史台，长官为御史大夫。陈朝太宗时期，黎辅陈以抗蒙战功被授予御史大夫官职。
- 陈朝继承李朝的制度，设立翰林院，负责为君主草拟诏书。长官为“翰林学士奉旨”。陈废帝昌符十年（1386），胡尊鷟担任此职。

## 宗室
陈朝皇子中长者为大王，其他为王，次者为上位侯；诸王长子为王，次者为上位侯。如圣宗封弟弟陈光启为昭明大王。沿袭李朝制度，陈朝设有列侯、关内侯、内明字、明字等爵位，授予功臣。

## 武臣
蒙古入侵时期，陈国峻曾任“节制统领诸军”，该职务是仅次于皇帝的最高武官职务。宗室陈国康担任“骠骑都上将军”职务。陈朝前中期，宗室始终占据军队要职。太宗时期，皇帝派亲卫将军陈闺擎率兵镇守北边；陈朝时期，越南已经有了水军，圣宗时，大臣黎辅陈为水军大将军，成为水军的最高统帅。军队出征时，皇帝任命将帅，称为督将。上皇明宗任命段汝堦为督将，出征哀牢，后段汝堦战死。中央禁军有殿帅大将军职务，下有侍卫军将、神武军将、圣翊军将、管铁甲军、管铁枪军、管铁镰军等职务。武臣官阶仿宋制设有通侍大夫职务。

## 地方
陈朝京城昇龙设有评泊司，后改为京师大安抚司。陈朝皇室故乡、上皇居住的天长（越南南定）设有单独的安抚司。陈朝分全国为十二路，各路设有安抚使，类似中国宋代的安抚使。地方重镇如清化、乂安设立府，长官为知府，如陈朝初年，命冯佐周为知乂安府。北方和中国接壤处设立军事性质的寨，如“归化寨”(越南老街省境内），长官为寨主，如第一次蒙越战争时期的归化寨主何俸。由于陈朝前期和蒙古的战争，中部乂安、北部宣光成为“镇”，长官为“镇守”；之后和占城作战的原因，南部化州（承天顺化省境内）设为“镇”。

## 文班和武班
- 宰相：太尉、相国太尉、权相国事、太师统国行征讨事、上相太师、入内检校右相国平章事（以上多宗室担任），太保、太傅、司徒
- 次相：行遣（大行遣、内行遣）、少保、少傅
- 爵位：大王、王、国公、开国公、上位侯、侯爵（列侯）、亚侯、关内侯、内明字、明字、上品、中品
- 文班内职：同平章事、参知政事、中书令、中书侍郎、尚书左辅、左仆射、同知尚书左司事、同知门下平章事、佥书枢密院事、入内判大宗正府大宗正（宗室职位）、六部尚书、侍郎、奉宣、清肃、宪正三司院知事、审刑院使、翰林学士奉旨、御史中相、御史大夫、主书侍御史、尚书知国子院提调事、国子监司业、国子监祭酒、国史院监修、中大夫、判首知左右班事、员外郎、内书家
- 文班外职:京师大安抚使（京师大尹）（京师即昇龙）、天长安抚、诸路安抚使、清化发运使、乂安、临平、清化知府、知演州、化州州判、大司社、小司社
- 武班内职：节制统领诸军（宗室职务，陈国峻曾任此职务）、节度使（宗室）、骠骑都上将军（宗室职位，陈国康曾任此职务）、抚军司（宗室职务）、车骑上将军、龙捷奉宸内卫上将军、殿帅大将军、水军大将军、督将、亲卫将军、神武军将、侍卫军将、圣翊军将、管铁镰军、管铁甲军、管铁枪军、通侍大夫
- 武班外职：谅江经略使、清化临平经略使、（乂安、化州、宣光）镇守、归化寨主